# Cacia intermedia
Cacia intermedia là một loài bọ cánh cứng trong họ Cerambycidae.